# Satyrus erubescens
Satyrus erubescens är en fjärilsart som beskrevs av Andrej Nikolajewitsch Avinoff och Sweadner 1951. Satyrus erubescens ingår i släktet Satyrus och familjen praktfjärilar. Inga underarter finns listade.